# Sisyrinchium abietum
Sisyrinchium abietum är en irisväxtart som beskrevs av Mcvaugh. Sisyrinchium abietum ingår i släktet gräsliljor, och familjen irisväxter. Inga underarter finns listade i Catalogue of Life.